# Curtiss P-40 Warhawk
Curtiss P-40 (Pursuit Aircraft 40, ”Jaktplan 40”) Warhawk, Tomahawk eller Kittyhawk är ett amerikanskt propellerdrivet jakt/attackflygplan som premiärflög 14 oktober 1938 som XP-40 (benämning på prototypen). Planet byggdes i ett stort antal varianter och levererades förutom till det amerikanska flygvapnet till Storbritannien och Sovjetunionen genom Lend-Lease Act.
P-40 var en vidareutveckling av Curtiss P-36, största skillnaden var att man använde en ny motor, en vätskekyld V-motor (Allison V-1710-19), istället för den luftkylda stjärnmotorn i P-36:an. Prototypen var en P-36A med Allison-motorn. Efter tester modifierades prototypen med en kraftigare motor (Allison V-1710-33), vilken kom att sitta i de senare serietillverkade exemplaren. 26 april 1939 utfärdade amerikanska arméns flygkår ett rekordstort kontrakt hos Curtiss på 524 P-40 för en kostnad av nästan 13 miljoner dollar. Efter att ha experimenterat med prototypen för att öka hastigheten bedömdes flygplanet som klart för tillverkning i december 1939. Den första serietillverkade P-40 tillverkades mars 1940. De första 200 planen började levereras till amerikanska arméns flygkår i juni 1940. Fördelen med P-40 var att den var tillgänglig medan andra mer avancerade modeller som Lockheed P-38 Lightning låg på utformningsstadiet. Tillverkaren Curtiss behövde dessutom inte göra några större omställningar i sina fabriker då P-40 liknande den tidigare P-36 så mycket vilket förkortade leveranstiden.
P-40 är mest berömt som de plan som flögs av de flygande tigrarna, en grupp frivilliga amerikanska piloter som under befäl av Claire Chennault flög till försvar av Kina mot Japan 1941–1942. Trots numerärt underläge lyckades de flygande tigrarna skjuta ner 25 fiendeplan för varje flygplan de själv förlorade i luftstrid. De flygande tigrarna målade karaktäristiska hajtänder på nosen på sina P-40.
P-40 utgjorde tillsammans med P-39 Airacobra hälften av den amerikanska arméns flygvapens jaktflygplan så sent som 1943. När bättre flygplan som P-38, P-47 Thunderbolt och P-51 Mustang nådde fronten förflyttades P-40 snabbt till andra roller, som attackflygplan, istället för luftstrid. Vid krigsslutet var endast en amerikansk division utrustad med P-40.
Flygplanets motor hade optimal prestanda på cirka 4500 meters höjd vilket var mycket lägre än det operativa taket för samtida europeiska och japanska jaktflygplan.
Den sista P-40 lämnade fabriken 30 november 1944, då hade sammanlagt 13738 stycken av flygplanstypen tillverkats.